# Norbert Fuhrmann
Norbert Fuhrmann alias N'Clarke (* in Düren) ist ein DJ und Musikproduzent in den Elektrorichtungen Techno, Minimal, Progressive House, Deep House und Elektro.

## Karriere
Am 1. Januar 2001 hatte Norbert Fuhrmann, damals bekannt unter seinem DJ-Pseudonym N´Clarke, seine ersten Schritte im Musikbusiness gemacht. Seine erstmalige Buchung war in dem szenebekannten Club „Factory“ in Dortmund. Am 13. Oktober 2006 veröffentlichte er seine erste Platte unter seinen bürgerlichen Namen Norbert Fuhrmann mit dem Titel „Realität oder Wirklichkeit“ / „Bad der Gefühle“. Auf Grund des großen Erfolges seiner 2006 erschienenen Single ist Fuhrmann heute ein international gefragter DJ und tourt durch die ganze Welt.

## Diskografie
- 2006: Realität oder Wirklichkeit
- 2006: Bad der Gefühle
- 2006: Fusion
- 2006: Combine
- 2009: 3 Cups of Coffee
- 2009: 4 cakes

## Referenzen
| - HospitalClub – Chabarowsk / Russland (Fernost) - Sportbar – Kamtschatka / Russland - Placebo Club – Wladiwostok / Russland - La Dune – La Grande-Motte / Süd Frankreich - Snowboard-Weltmeisterschaft – Seehof / Österreich - Privato Villa – Ibiza / Spanien | - Loveparade – Berlin - Loveparade – Essen - Ruhr in Love – Oberhausen - Poison Club – Düsseldorf - Rhein Kultur – Bonn - Dice Club – Berlin |